# Macrocentrus xingshanensis
Macrocentrus xingshanensis är en stekelart som beskrevs av He 1997. Macrocentrus xingshanensis ingår i släktet Macrocentrus och familjen bracksteklar. Inga underarter finns listade i Catalogue of Life.